# Delphi, Indiana
Delphi [ˈdɛlfaɪ] är administrativ huvudort i Carroll County i Indiana. Orten har fått sitt namn för Delfi i Grekland. Vid 2010 års folkräkning hade Delphi 2 893 invånare.

## Kända personer från Delphi
- Moses E. Clapp, politiker